# Marengo (genre)
Pour les articles homonymes, voir Marengo.
Genre
Marengo est un genre d'araignées aranéomorphes de la famille des Salticidae.

## Distribution
Les espèces de ce genre se rencontrent au Sri Lanka, en Inde, en Thaïlande et en Chine.

## Liste des espèces
Selon World Spider Catalog (version 23.5, 12/09/2022) :
- Marengo batheryensis Sudhin, Nafin, Benjamin & Sudhikumar, 2019
- Marengo crassipes Peckham & Peckham, 1892
- Marengo deelemanae Benjamin, 2004
- Marengo ganae Wang & Li, 2022
- Marengo inornata (Simon, 1900)
- Marengo nitida Simon, 1900
- Marengo rattotensis Benjamin, 2006
- Marengo sachintendulkar Malamel, Prajapati, Sudhikumar & Sebastian, 2019
- Marengo striatipes Simon, 1900
- Marengo tangi Wang & Li, 2021
- Marengo zebra Sudhin, Nafin, Benjamin & Sudhikumar, 2019
- Marengo zhengi Wang & Li, 2022

## Systématique et taxinomie
Ce genre a été décrit par Peckham et Peckham en 1892 dans les Attidae.

## Publication originale
- Peckham & Peckham, 1892 : « Ant-like spiders of the family Attidae. » Occasional Papers of the Natural History Society of Wisconsin, vol. 2, no 1, p. 1-84 (texte intégral).